# Piorunów (Mazovie)
Pour les articles homonymes, voir Piorunów.
Piorunów  [pjɔˈrunuf] est un village polonais de la gmina de Błonie situé dans le powiat de Varsovie-ouest et dans la voïvodie de Mazovie, dans le centre-est de la Pologne.
Il est situé à environ 4 kilomètres à l'ouest de Błonie, à 16 kilomètres à l'ouest de Ożarów Mazowiecki (le chef-lieu du district), et à 30 kilomètres à l'ouest de Varsovie.